# 岩本政光
岩本政光（日语：岩本 政光，1929年4月15日—2014年7月5日），北海道札幌市人，日本实业家、政治家。

## 生平
前参议员岩本政一的长子。他毕业于北海道大学工学部土木学科。曾任中央汽车工业公司董事、北海道纸浆工业公司董事和营业部长。1968年，任札幌市石山奥林匹克协会会长、北海道汽车协会常任理事。1971年，当选北海道議會议员。1980年6月，第十二届参议院议员选举中当选，历任北海道开发审议会委员；自民党北海道联合会地方问题调查会会长、自民党都市局次长、岩本体育股份公司经理、岩政产业股份公司会长、北海道滑雪工业工会副会长、北海道农业协同组合组合长、札幌白桦乡间俱乐部理事长。札幌乘用小汽车协会副会长、北海道乘用小汽车协会理事等职。2014年7月5日，因脳梗塞去世，死于札幌市，享年85岁。

## 获奖
- 勲二等旭日重光章（1999年）[2]

## 著作
- . 北海道21世紀問題研究所. 1985-11 （日语）.

## 脚注
1. ↑  . 地方選挙News 選挙結果 No.294. 自治タイムス社. 2001  [2014-07-19]. （原始内容存档于2014-07-29）.
2. 1 2  . 時事ドットコム. 2014-07-19  [2014-07-19]. （原始内容存档于2014-07-29）.